# Paul Reinhart (Freiheitskämpfer)

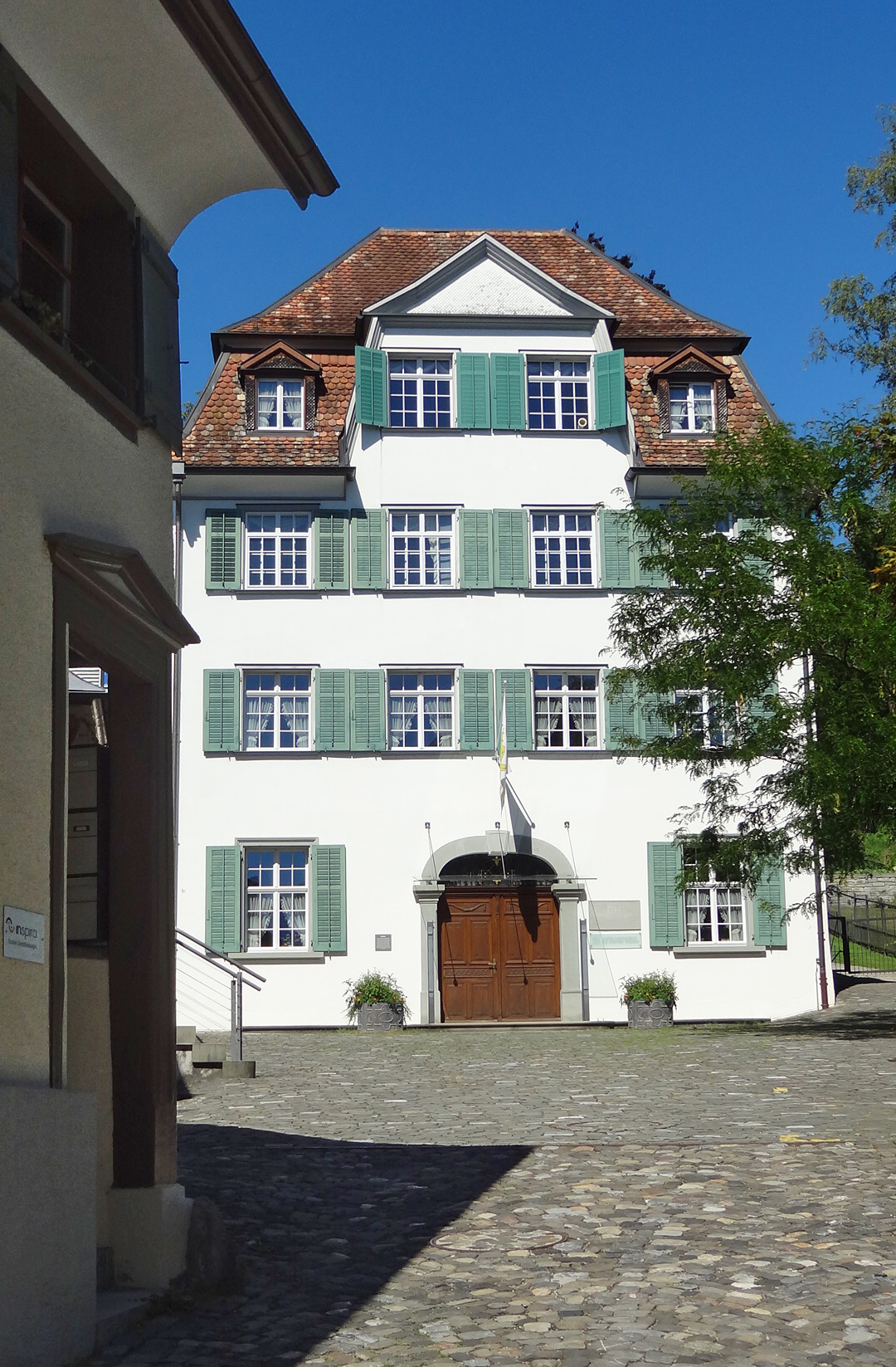
Reinharts Haus in Weinfelden

Paul Reinhart (* 17. Februar 1748 in Weinfelden; † 22. November 1824 ebenda) führte den Thurgau (Schweiz) im Vorfrühling des Jahres 1798 in die Freiheit, sodass er ein mit den anderen gleichberechtigter Kanton wurde.

## Familie
Paul Reinharts Eltern waren der Zuckerbäcker Clemens Reinhart (1718–1796) und Anna Margaretha Müller (1723–1796), die am 28. April 1746 heirateten. Paul war das zweitälteste Kind in einer Familie mit 7 Kindern: Regula (1747–1808), Hans Joachim (1750–1834), Anna Maria (1752–1775), Maria Barbara (1754–1825), Margret (1762–1784), Jacob (1766–1811).
Paul Reinhart heiratete am 3. Dezember 1772 Anna Katharina Müller (1750–1807), eine Tochter des Chirurgen Hans Joachim Müller. Mit der Heirat wurde er Schwager von Johann Joachim Brenner und Martin Haffter, die beide Schwestern von Anna geheiratet hatten. Zwischen 1773 und 1786 hatte das Paar sechs Kinder. Maria Ursula Reinhart und Johann Joachim Reinhart erreichten das Erwachsenenalter, während zwei Mädchen und zwei Knaben jung starben.

## Wirken
Reinhart bildete sich zum Apotheker und Kaufmann aus und führte den von seinem Vater betriebenen Handel weiter, und er nahm Einsitz im Weinfelder Rat sowie im niederen Gericht. 1794 baute er ein neues Haus und galt als einer der reichsten Männer in Weinfelden.
Am 1. Februar 1798 forderte er von der Treppe des «Trauben» am Rathausplatz Weinfelden herab die Freilassung des Thurgaus aus jahrhundertelanger Untertanenschaft als Gemeine Herrschaft der eidgenössischen Orte.
Er wandelte sich zum führenden Verfechter der Unabhängigkeit und stand von Februar bis April 1798 der provisorischen Regierung des Thurgaus vor. Von Mai 1798 bis Februar 1803 war er Mitglied des Obersten Gerichtshofes der Helvetischen Republik. Nach der Auflösung der Helvetischen Republik war er Thurgauer Kantonsrat (1803–24).
Erhalten sind bis heute sein Wohnhaus, das er sich 1794 baute, sowie verschiedene Möbel und Gegenstände aus seinem Besitz (meist im Besitz der politischen Gemeinde Weinfelden). Das Wohnhaus, genannt Haus zum Komitee, weil dort 1798 die provisorische Regierung tagte, ist der Sitz des thurgauischen Verwaltungsgerichts. In Weinfelden sind eine Strasse und ein Schulhaus nach Paul Reinhart benannt.